# Brachaluteres
Genre
Brachaluteres est un genre de poissons marins tropicaux de la famille des Monacanthidae (« poissons-bourses » ou « poissons-limes »).

## Liste des espèces
Selon FishBase (17 mai 2016) :
- Brachaluteres fahaqa Clark & Gohar, 1953
- Brachaluteres jacksonianus (Quoy & Gaimard, 1824)
- Brachaluteres taylori Woods, 1966
- Brachaluteres ulvarum Jordan & Fowler, 1902

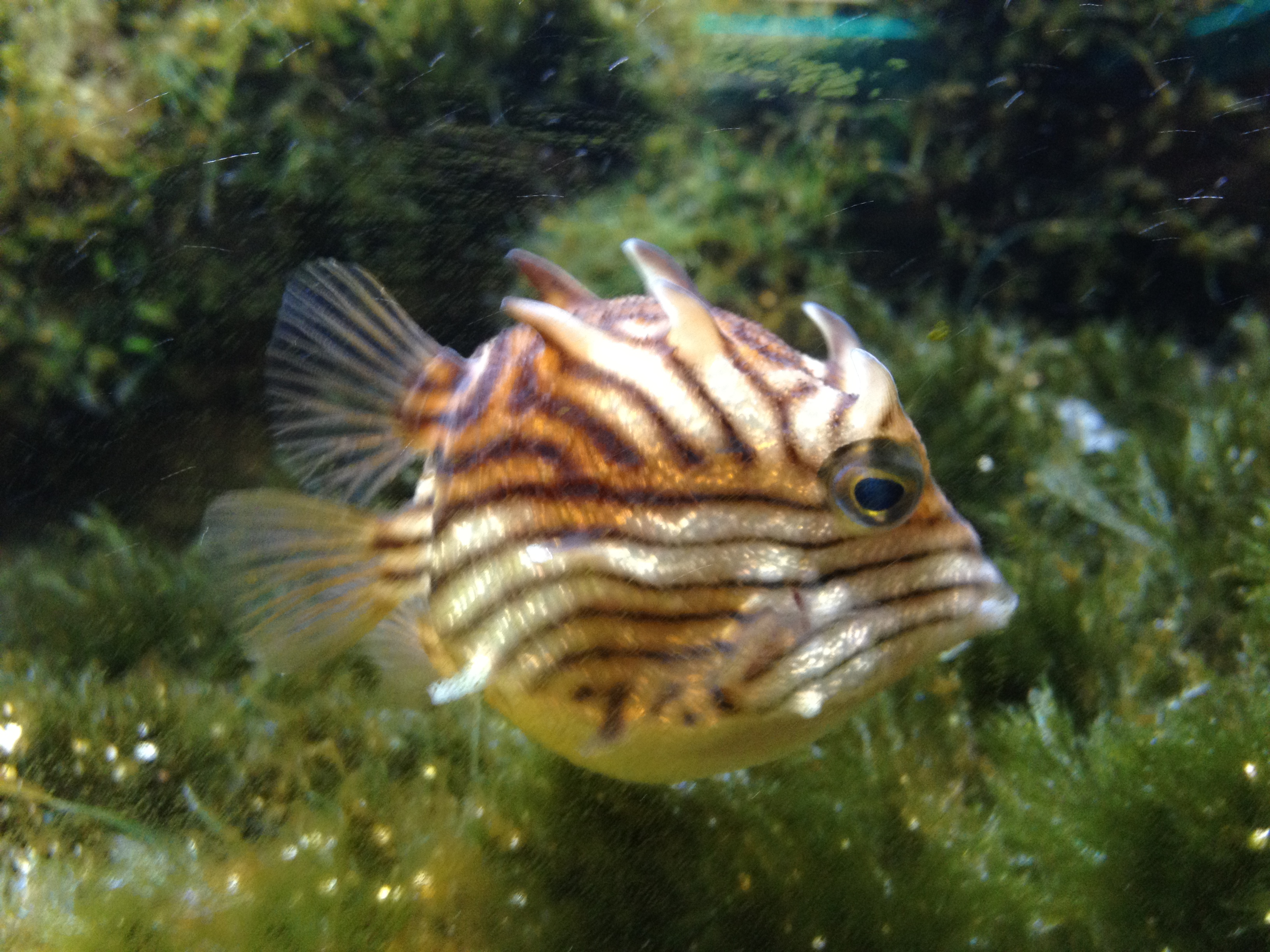
Brachaluteres jacksonianus
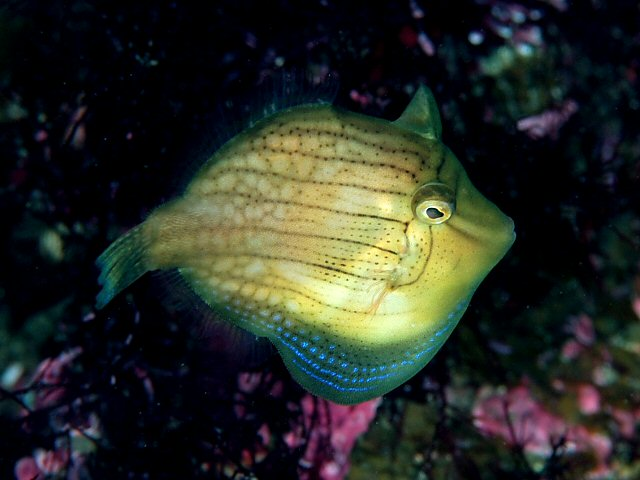
Brachaluteres ulvarum